# Damien veut changer le monde
Pour plus de détails, voir Fiche technique et Distribution.
Damien veut changer le monde est une comédie française réalisée par Xavier de Choudens, sortie en 2019. 

## Synopsis
Damien habite dans une cité de banlieue parisienne. Sa sœur et lui ont grandi dans l'affection  de parents fervents militants en faveur des droits de l'Homme. Vingt ans plus tard, alors qu'il est pion dans une école, un petit garçon nommé Bahzad, qui se trouve sous sa surveillance en attendant que sa mère vienne le chercher, tente de lui fausser compagnie. Damien, qui a récupéré une adresse qu'il croit être celle du domicile de l'enfant, le rattrape et décide de l'accompagner jusque chez lui. Mais l'adresse s'avère en fait être celle d'un commissariat de police aux abords duquel le gamin tente de prendre la fuite. Rattrapé une fois encore par Damien, il lui explique que lui et sa mère,  Selma, sont sans-papiers et craignent d'être expulsés sous peu. Selma les ayant rejoints, Damien lui demande de quelle façon il pourrait les aider. Quelques jours plus tard, sur la suggestion que lui fait Selma, sans trop y croire, Damien accepte finalement de déclarer officiellement être le père de Bahzad. Son exploit fait le tour du quartier et toutes les mères sans-papiers du coin veulent le même destin pour leurs enfants. Soutenu par son père, qui avait perdu de son dynamisme militant au décès de son épouse, Damien monte alors, avec la complicité de sa sœur, avocate, et de ses potes, une association d'hommes prêts à reconnaître tous les enfants sans-papiers du quartier, conscient d'enfreindre la loi, pour que les enfants et leurs mères ne soient plus inquiétés.

## Fiche technique
- Titre : Damien veut changer le monde
- Réalisation : Xavier de Choudens
- Scénario : Xavier de Choudens, et Charly Delwart
- Régisseur adjoint : Antek Graczyk
- Chef montage : Thibault Damade
- Sociétés de production :  Agat Films & Cie, France 3 Cinéma
- SOFICA : Cinémage 13, Indéfilms 7, Manon 9, Sofitvciné 6
- Société de distribution : Apollo Films
- Pays d'origine :  France
- Langue originale : français
- Format : couleur
- Genre : comédie
- Durée : 98 minutes
- Date de sortie : 
  - France : 6 mars 2019

## Distribution
- Franck Gastambide : Damien
- Melisa Sözen : Selma
- Camille Lellouche : Mélanie
- Gringe : Rudy
- Youssef Hajdi : Marco
- Jessim Kas : Bahzad
- Patrick Chesnais : Vigo, le père de Damien
- Liliane Rovère : Madame Lopez
- Bass Dhem :  Souleman
- Rémy Adriaens : Steve
- Sébastien Chassagne : Vigo, jeune
- Claire Chust : Carole
- Tatiana Rojo : Rama N'Dongo
- Zar Amir Ebrahimi : Farzaneh Rezvani
- Sabine Pakora : officier d'État 1
- Philippe Dusseau : Le procureur
- José Baptista : figurant dans le tribunal

## Box office
Le film sort le 6 mars 2019 dans deux cent dix-sept salles. Il ne réalise que 10 627 entrées pour sa première journée, malgré la présence de Franck Gastambide en tête d'affiche.
Pour sa première semaine, il ne cumule que 69 426 entrées. Il termine sa carrière en salles après seulement cinq semaines, avec à peine 109 100 entrées.
Il ne rapporte que 712 290 euros pour un budget de 4 500 000 euros.